# 땅늑대
땅늑대(학명: Proteles cristatus)또는 아드울프(Aardwolf)는 식육목 하이에나과에 속하는 동물으로, 식육목으로서는 드물게 식충동물의 생태를 보이는 동물이다. 영명인 아드울프는 아프리칸스어 및 네덜란드어로 땅(aard)과 늑대(wolf)를 합친 낱말이다.
생태계에서 포식자로서의 역할을 하는 여타 식육목 동물과 달리 대형 동물을 사냥하는 습성은 없고, 곤충과 그 애벌레만 먹는 충식성 동물이다. 먹이로서 선호하는 벌레는 대개 흰개미 종류로, 땅늑대 1마리가 하룻밤 사이에 먹는 흰개미 마릿수는 약 300,000마리에 달한다. 먹이를 먹을 때는 길고 끈적끈적한 혀를 뻗어 훑어먹으며, 혀는 흰개미가 턱으로 물어도 견딜 수 있도록 억세게 발달했다.
아프리카 동부와 남부의 관목지를 거처로 삼으며 가족 단위로 생활한다. 야행성 동물으로, 낮 동안에는 토굴을 파서 휴식하고 어스름이 되면 나와서 활동을 개시한다.

## 특징

### 체구
땅늑대는 하이에나과의 동물들 중 체구가 가장 작다. 머리는 55-80cm 정도이며 어깨는 45-50cm, 꼬리는 20-30cm가량 된다. 몸 길이는 85cm-105cm 정도이며, 평균 무게는 아프리카 남부에서는 8-12kg, 동부에서는 14kg까지로 지역별로 차이가 날 수 있고 계절에 의한 변화도 존재한다. 성적 이형 현상은 없다.

### 다리
모든 하이에나들이 그렇듯 등이 뒤쪽으로 갈수록 낮아지며 앞다리가 뒷다리보다 길고 지행류(趾行類)에 속한다. 다리 자체는 가늘고 긴 편이며 앞다리에는 5개, 뒷다리에는 4개의 발가락이 나 있다. 발은 어두운 색을 띄는데, 강한 발톱을 가지고 있으나 이를 숨기지는 못한다.

### 털
털의 자연적인 색깔은 노란색과 회색이지만 경우에 따라 흰색이나 적갈색 털이 섞여 있을 수 있다.

### 줄무늬
등 좌우로는 여러개의 검은색 줄무늬가 수직으로 나 있고, 다리에서도 여러개의 불규칙적인 줄무늬를 볼 수 있다. 연회색이나 흰색인 목 주위에 줄무늬나 점이 나 있는 경우도 있다. 이는 땅늑대를 줄무늬하이에나와 비슷하게 보이게 하는데, 둘을 분간하는 데에는 줄무늬하이에나가 땅늑대보다 두배 정도 더 크고, 난 줄무늬들도 훨씬 더 불규칙적이라는 상식이 도움이 된다.

### 갈기
머리부터 꼬리에 이르기까진 긴 갈기가 나 있다. 어깨 부분의 갈기는 위협을 받을 때 곧두세우면 20cm 정도로 높아지고 땅늑대를 더 커 보이게 한다. 땅늑대는 잘 발달한 항문샘(anal glands)을 가지고 있으며 분비물로 자신의 영역을 표시한다. 수컷에게는 다른 하이에나들과 마찬가지로 음경뼈가 없고, 암컷은 서혜부에 두개의 유선을 가지고 있다.

### 머리와 이빨
땅늑대의 비교적 가느다란 머리는 쭉 뻗은 목과 연결되어 있다. 귀는 크고 뾰족하고 눈도 큰 편이며 야간 투시를 돕는 반사판(Tapetum Lucidum)이 장착되어 있다. 청각과 후각이 특히 좋은 편이고, 힘찬 턱을 가지고 있다.
건조한 지방에 서식하는 다른 수많은 동물들과 마찬가지로 중이(中耳)를 감싸는 고실불룩(Bulla tympanica)가 잘 발달해 있다. 이빨의 구성은 다른 하이에나들과 약간 차이가 난다. 땅늑대는 총 28-32개의 이빨을 가지고 있는데, 어금니는 서로 동떨어진 채 현재의 자그마한 크기로 퇴보했고 그 수도 일정하지 않은 반면 호신용 등으로 사용 빈도가 높은 송곳니는 잘 유지되어 있다. 자주 쓰이기 때문에 나이가 오래 된 땅늑대의 송곳니는 닳아 있는 경우가 많다. 앞니에는 별다른 점이 없다. 치식(Dental formula)은 I 3/3 – C 1/1 – P 3/1-2 M 1/1-2이다. 주식인 흰개미를 먹는 것을 수월하게 하는 용도로 넓은 구개와 틈이 갈라지고 구슬 모양의 점막으로 뒤덮인 혀를 가지고 있다. 침샘은 끈적끈적한 침을 다량으로 생산한다.

## 계통 분류
다음은 하이에나과의 계통 분류이다.

|      | 점박이하이에나                                                  |
|      |                                                                 |
| N.N. | \| \| 줄무늬하이에나 \| \| \| \| \| \| 갈색하이에나 \| \| \| \| |
|      | \| \| 줄무늬하이에나 \| \| \| \| \| \| 갈색하이에나 \| \| \| \| |
|      | 줄무늬하이에나                                                  |
|      |                                                                 |
|      | 갈색하이에나                                                    |
|      |                                                                 |

|  | 줄무늬하이에나 |
|  |                |
|  | 갈색하이에나   |
|  |                |

|      | 점박이하이에나                                                  |
|      |                                                                 |
| N.N. | \| \| 줄무늬하이에나 \| \| \| \| \| \| 갈색하이에나 \| \| \| \| |
|      | \| \| 줄무늬하이에나 \| \| \| \| \| \| 갈색하이에나 \| \| \| \| |
|      | 줄무늬하이에나                                                  |
|      |                                                                 |
|      | 갈색하이에나                                                    |
|      |                                                                 |

|  | 줄무늬하이에나 |
|  |                |
|  | 갈색하이에나   |
|  |                |

## 서식지와 분포

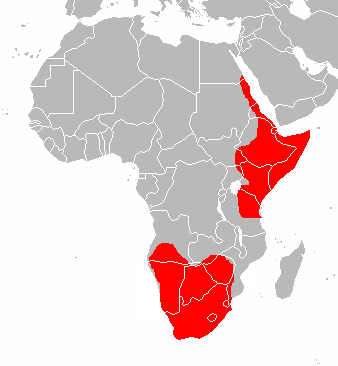
땅늑대의 분포

땅늑대는 서로 1500km가량 떨어진 아프리카 동부와 남부에 서식한다. 아프리카 동부의 서식지는 현재 이집트의 남동부 끝에서 시작하여 수단과 에리트레아, 에티오피아, 소말리아, 케냐와 탄자니아 중부에 걸쳐 있다. 남부 서식지는 앙골라 서남단, 짐바브웨 남부에서 시작해 모잠비크의 일부와 잠비아, 보츠와나, 나미비아, 남아프리카 공화국의 최남단에 이른다.
초원과 사바나에서 주로 활동하며 숲이나 사막에서는 볼 수 없다. 이들 지역의 강수량은 매년 100-800mm로 낮은 편이다. 에티오피아에서는 해발 2000m의 고지대에까지 출몰하곤 한다. 전체적으로는 주요 서식지에서도 자주 눈에 띄지 않으며 평균 밀도는 1km3당 1마리의 다 자란 땅늑대 정도로 추측된다.

## 생활 방식

### 활동 시기와 사회적 행동
땅늑대는 야행성 동물로 먹이 상황에 따라서는 늦은 오후에 이미 활동을 개시하기도 한다. 아프리카 남부에 사는 땅늑대들은 여름에는 일몰에서 30분-1시간이 지난 후부터 일출 1-2시간 전까지 활동하며, 이 동안에 8-12km 정도의 거리를 답파한다. 이와는 대조적으로 겨울에는 3-4시간 후 다시 굴로 돌아오며 3-8km 정도만 걷는다.
잠을 자거나 휴식을 취할 때에는 굴에 머무른다. 땅늑대는 스스로 만들지 않으면 남아프리카 토끼(Springhare)의 굴을 확대해 자기 것으로 쓰는 경우가 많고 가끔은 땅돼지, 호저 등이 거처로 쓰던 곳에서 살기도 한다. 단 하나뿐인 입구는 최대 5m 정도의 좁은 터널과 연결되어 있고 입구의 반대쪽은 좀 더 넓게 파여 있다. 한 곳에서 6-8주 동안 생활한 후에는 새로운 굴을 찾아나서며, 6-18개월 후에는 이전의 장소로 돌아오기도 한다.
암컷과 수컷은 2-5년 동안 한 쌍을 이루며 공동의 영역 안에서 전년에 얻은 새끼들을 양육한다. 다만 교미기를 제외하면 둘은 별개의 둥지에서 서로 떨어져 살고 먹이를 구할 때에도 따로 행동한다. 다른 하이에나와는 달리 인사하는 습관이 없으므로 서로 만난다 하더라도 그냥 지나쳐 갈 뿐이다.
땅늑대 한마리의 영역은 1.5km3와 4km3 사이를 오가는데, 이 안에는 보통 3000여개의 흰개미집이 있다. 영역을 표시하는 방법으로 땅늑대는 항문 부위를 풀 덤불이나 다른 물체들에 갖다 문질러대며, 이때 발산하는 주황색 액체는 공기와 접촉하며 검게 변한다. 이 표시는 사냥 영역을 뜻하며 굴의 입구에 분비하는 경우는 별로 없다. 이 행동 자체는 성(性)에 관계 없이 이루어지지만 수컷들이 영역 표시를 하는 경우가 100m당 최다 2번으로 더 흔하다. 이 표시는 영역의 경계를 따라 수차례 되풀이되는데 다른 땅늑대가 이 표시를 무시할 경우에는 상대를 몰아내려고 애쓴다. 이때 수컷은 수컷끼리, 암컷은 암컷끼리 서로 상대한다. 드문 일이지만 서로 싸우게 되면, 앞다리의 무릎을 굽혀 상대방의 목을 물려고 시도한다.
의사 소통은 무엇보다도 후각을 통해 이루어진다. 땅늑대는 맡은 냄새를 통해 다른 땅늑대의 성, 교미 상태, 이미 마주친 적이 있는 경우에는 누구인지까지를 유추해낸다. 조용한 편으로 음성을 통해 의사를 교환하는 일은 드물다. 공격적이 되면 입을 여닫으며 딱딱 소리를 내거나 으르렁거린다. 싸움이 시작되거나 무언가에 의해 갑작스럽게 놀라면 순간적으로 큰 목소리로 부르짖는다. 낑낑거리는 경우도 있는데, 긴장 완화용으로 보인다. 어린 새끼들은 어미를 찾을 때 꽥꽥거린다.
하이에나과에 속하는 동물로 땅늑대 역시 구덩이를 만들고 거기에만 배설한다. 대개 모래로 된 바닥에 1-2m 지름의 구덩이를 만들며 땅늑대 한 쌍의 영역에서는 최다 20개의 구덩이들이 만들어져 있는데 이 중에서도 영역의 경계에 가까이 위치한 구덩이들이 훨씬 더 자주 사용된다. 오줌을 눌 때에도 대부분 정해진 구덩이로 가지만 먹이가 넘쳐나는 곳을 발견한 경우에는 그곳을 떠나지 않고 즉석에서 볼 일을 보기도 한다.

### 먹이
다른 하이에나와는 달리 땅늑대는 거의 흰개미만 먹으며 일생을 보낸다. 역시 곤충을 잡아먹고 사는 땅돼지나 천산갑만큼 강한 발톱을 가지고 있진 않기 때문에 흰개미집을 파헤치는 것에는 무리가 따르지만 대신 흰개미를 핱아 먹기에 적합한 혀를 가지고 있다.
가장 즐겨 먹는 종류는 Trinervitermes속(屬)에 들어가는 흰개미로 그 중에서도 특히 아프리카 동부의 Trinervitermes bettonianus, 짐바브웨와 보츠와나에 서식하는 T. rhodesiensis, 그리고 남아프리카의 T. trinervoides를 선호한다. 다른 식충 포유류들은 독성 화학 물질인 테르펜(Terpenoid)을 발산하는 이들 흰개미들을 꺼리지만 유독 땅늑대만은 이를 섭취해도 무방하다. 더구나 이들 흰개미들은 계절을 가리지 않고 밤에 2000-4000마리씩 떼를 지어 지상에서 먹이를 구하기 때문에 마찬가지로 야행성 동물인 땅늑대가 연중 내내 먹이로 삼기에 한층 더 적합하다. 다만 아직 어린 땅늑대의 경우에는 흰개미를 먹다가 토하는 경우를 자주 관찰할 수 있기 때문에 해독 작용은 성숙하고 나서 완전해지는 것으로 보인다. 매일 밤 섭취하는 흰개미의 양은 약 300.000마리로 2kg 정도이다. 야간에 활동하는 땅늑대는 시속 1km/h 정도의 속도로 지그재그로 움직이며 머리를 숙이고 귀를 앞으로 기울인다. 이때 후각과 청각을 사용해 먹이의 위치를 파악한다고 여겨진다.
남아프리카의 장마철 등으로 인해 Trinervitermes속(屬)의 흰개미가 부족해지면 Hodotermes, Microhodotermes, Odontotermes, Macrotermes 등의 다른 흰개미들도 잡아먹는데 이들 종(種)은 10-20마리 정도만 떼를 지어 먹이를 찾으므로 포식하기가 수월하진 않다. 매우 드물게는 다른 곤충이나 거미도 섭취 대상에 포함된다.
남아프리카에서 여러 번 조사한 바에 따르면 겨울의 땅늑대는 섭취량을 80%나 줄이며 체중은 20% 정도 감소한다. 보통 땅늑대는 물 자체를 마시는 대신 먹이에 포함된 수분을 섭취하는 것으로 만족하지만. 강한 추위로 인해 흰개미의 수요가 크게 감소하면 물을 구하기 위해 장거리를 가는 것도 마다하지 않는다.

### 번식

#### 교미

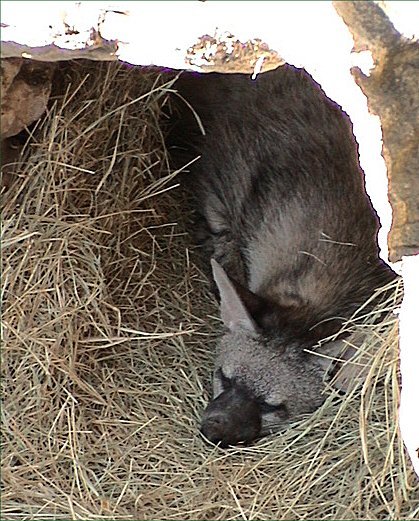
수면을 취하고 있는 땅늑대, 미국 샌안토니오 동물원

아프리카 남부에서는 교미기가 6월 말 또는 7월의 첫째 주나 둘째 주에 시작된다. 기후가 더 온난한 아프리카 중부나 동부에서는 교미기가 계절의 영향을 덜 받는다고 추정된다.
땅늑대는 영역을 같이하는 짝을 하나만 두지만 일생 동안 여러 번 짝을 바꾸고, 암컷이 같이 지내지 않는 수컷과 관계를 맺기도 하기 때문에, 수컷이 자신에게서 나지 않은 자식들과 생활하는 경우도 종종 있다. 교미기가 되면 암컷들은 자신의 영역 내에 머무르고 수컷들은 다른 땅늑대의 영역을 침범하기 시작한다. 처음에는 상황을 살피는 것이 주된 목적이며 상황이 유리하다고 판단할 경우 남의 영역에 들어가 자기 영역 표시에 사용하는 액체를 뿌린다. 이것은 도전이며 받아들이는 쪽도 자신의 액체로 맞서기 때문에 일종의 영역 표시 경쟁이 벌어진다. 도전자가 이 영역 표시 경쟁에서 승리할 경우 '침범한' 영역 내의 암컷과 교접할 수 있는 확률이 매우 높아진다. 수컷들이 경쟁하는 동안 암컷은 근처에서 돌아다닌다. 외부에서 온 수컷은 경쟁에서 이기면 암컷에게로 달려간 다음 돌연 되돌아서서 꼬리를 쳐들고 암컷 앞을 지나간다. 도전한 땅늑대가 상대를 이기고 암컷을 가로채 교접할 확률은 약 40% 정도이다.
성주기(Oestrus)는 하루에서 사흘 정도 지속되는데, 암컷이 이 시기에 수태하지 않으면 2주 이내에 다시 가임(可姙) 기간이 찾아온다. 성교는 1-4시간 정도 걸리며 이 동안 수컷은 여러 차례 사정한다. 도중에 다른 수컷이 침입해오면 성행위는 일시적으로 중단되었다가 이후 다툼에서 우세를 점한 수컷과 함께 계속된다.

#### 새끼의 양육
땅늑대의 임신 기간은 약 3개월 정도인데 남아프리카에선 대개 가을에 출산한다. 보통 2-4마리의 새끼가 탄생하며 인간의 도움이 있으면 5마리까지도 가능하다. 출산 장소는 암컷의 굴이다. 수컷은 자신에게서 나지 않은 새끼들도 상관하지 않고 보호하는데 이는 다른 포유류에게선 찾아보기 힘든 현상이다. 새끼를 기르는 동안 암컷은 먹이를 구하는 데 6시간 정도를 소비하며 수컷에게는 2-3시간 정도만 남는다.
한달 정도가 지나면 새끼들은 처음으로 바깥 세상을 접하게 되며 6-9주 정도가 되면 새끼들은 굴에서 30m 이상 떨어지지 않은 곳에서 놀기도 한다. 9-12주 째가 되면 처음으로 부모를 따라 사냥하는 법을 배운다. 다만 이 때도 굴에서 100m 이상 멀어지지는 않는다. 12-16주가 된 새끼들은 부모의 영역 전체로 행동 반경을 넓히지만 항상 부모 중 한 쪽이 따라다닌다. 태어난 지 약 4개월 후에는 체중이 최대치에 가까워지며 독자적으로 먹이를 찾아나서기 시작한다. 이 성장 속도는 하이에나과에서는 비교적 빠른 편이다. 남아프리카에선 겨울이 되면 가을에 새로 태어난 땅늑대들은 이미 스스로 먹이를 구할 수 있을 정도로 성숙한 상태인데 이는 비교적 추운 남아프리카의 겨울 동안에 어린 새끼들이 사망하는 것을 최소화하기 위한 적응으로 보인다. 7개월이 될 때까진 먹이를 구할 때 가끔씩 부모와 행동을 같이 하며 이후부터는 혼자서 사냥한다. 1년쯤 성장한 땅늑대는 부모의 영역 바깥에서도 활동하며 늦어도 동생들이 탄생할 즈음이 되면 독립해서 자신의 영역을 가지게 된다. 1년 반 정도가 지난 후 땅늑대는 완전히 성숙해진다.
1981년부터 1984년까지 남아프리카에서 행해진 조사에 의하면 이 기간 동안 새로 태어난 땅늑대들의 68%가 첫 해에 살아남았다. 인간에게 보호받을 경우의 수명은 최고 15년로 판명되었는데, 전적으로 야생으로 생활할 경우의 수명은 정확히 알려져 있지는 않으나 인간에 의해 보호받는 경우보다 더 오래 살지 않을 것은 확실하다.

### 천적과 먹이 경쟁자

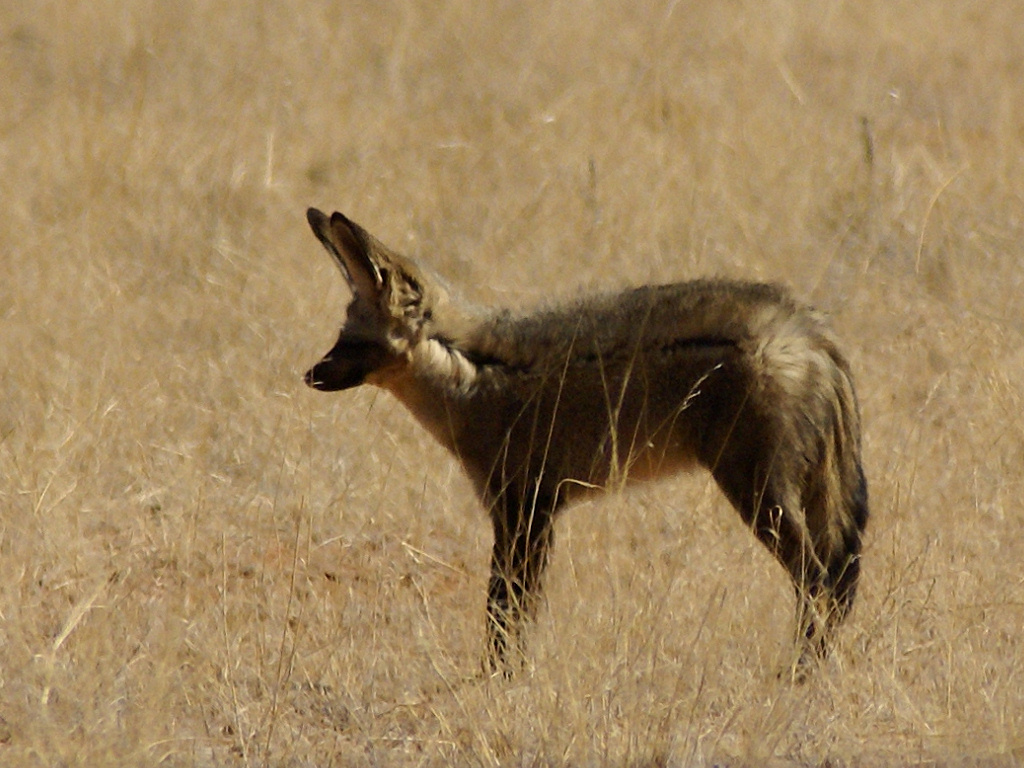
큰귀여우의 서식지는 땅늑대와 비슷하며 흰개미를 주식으로 하는 점도 공통적이다

땅늑대의 중요한 천적으로는 검은등자칼(Canis mesomelas)이 있다. 검은등자칼은 자주 새끼 땅늑대들을 먹이로 삼으며, 때문에 땅늑대 수컷이 암컷의 굴 앞에서 경비를 선다. 드문 경우에는 다 큰 땅늑대가 먹히는 경우도 있다. 진제리치(P. D. Gingerich)에 의하면 땅늑대의 줄무늬는 표범이나 다른 맹수들이 싫어하는 줄무늬하이에나와 비슷하게 보이기 위한 의태이다. 일부 다른 학자들은 땅늑대와 줄무늬하이에나의 크기 차이가 너무 명백하다는 점을 들어 이 주장에 동의하지 않는다.
땅늑대에 기생하는 생물들에 대한 연구는 현재까지 거의 이루어지지 않은 상태라 유일하게 알려진 기생충으로는 Mallophaga(소나무이?)아목에 속하는 Protelicola intermedia 뿐이다.
주식인 Trinervitermes속(屬)의 흰개미들은 다른 포유류의 먹이가 되지 않기 때문에 직접적인 먹이 경쟁자는 없다. 역시 흰개미를 주로 먹고 사는 큰귀여우(Otocyon megalotis)와는 심지어 두 개로 나뉜 분포 지역(서로 떨어진 아프리카 동부와 남부)이 공통적일 정도로 강한 동소성(同所性)을 띄지만, 큰귀여우는 다른 속(Genus)의 흰개미를 노리므로 직접적인 먹이 경쟁자는 아니다.

## 인간과의 관계
땅늑대는 척추동물을 잡아먹지 않음에도 불구하고 예전엔 가끔씩 가축의 천적으로 오인받아 농부들에게 공격당하기도 했다. 이런 사례는 오늘날에는 줄어든 편이다. 원래 여우나 자칼을 몰아대도록 훈련받은 사냥개들도 땅늑대를 습격해 물어 죽이곤 했다. 교통사고로 단명하는 일도 있다. 아프리카의 일부 부족들은 땅늑대를 사냥해 고기를 얻고, 신체의 몇몇 부위는 약으로도 쓴다. 앞에서 열거한 위협은 개체군 전체의 수에 대단한 영향을 주진 않는다. 무엇보다도 위험한 것은 메뚜기나 흰개미를 박멸하기 위해 쓰이는 살충제로, 이것에 함유된 독성 물질로 인해 국지적으로 땅늑대의 수가 격감하거나 아예 멸종하는 사태가 벌어지기도 한다. 생활권이 점차 줄어드는 것도 위협적 요소의 하나이다.
반대로 인간에 의해 득을 보는 경우도 생기는데, 목축업의 증가로 목장이 늘어나면 자연히 흰개미의 수도 늘어나 먹이를 구하기가 더 수월해지는 경우다. 이 때는 땅늑대의 수가 상승한다. 숲이나 사바나가 사라지는 데에는 별 영향을 받지 않는다.
국제 자연 보호 연맹의 추정에 의하면 땅늑대 개체군은 안정되어 있는 상태이다.(least concern). 전체 개체군의 크기는 대략 수천 마리로 추정된다. 보통은 밤에만 활동하고 사람은 피하기 때문에 예상보다 수가 더 많을 수도 있다.

## 분류
땅늑대는 땅늑대아과(Protelinae)의 동물들 중에서 현재까지도 유일하게 남아 있는 종류에 속한다. 더 크게는 하이에나과에 속하며 따라서 하이에나아과와는 같은 조상을 가지고 있다. 일부 분류학자들은 두 속의 큰 차이를 이유로 땅늑대를 자체적인 과(Protelidae)로 규정하기도 한다. 그러나 최근의 연구에서는 이 발상을 찾아보기 힘들다.
땅늑대속에는 두 가지의 종(種)이 있다. Proteles cristata cristata는 아프리카 남부에 서식하는 종류를, P. c. septentrionalis는 아프리카 동부에 사는 땅늑대를 지칭한다. 이 둘의 형태나 유전적인 차이는 아직 연구되어 발표된 적이 없으며, 있다 하더라도 경미하다고 추측된다. 따라서 이 두 종의 구분은 지리적인 이유가 가장 강하게 작용한다.
조금 더 오래된 저서들은 베르델린(Werdelin)과 솔루니아스(Solounias)의 연구를 언급하면서, 땅늑대가 이미 1800-2000만년 전에 하이에나의 조상인 Hyaeninae과에서 떨어져 나와 자체적인 아과(Protelinae)를 형성했으며 땅늑대의 먼 조상은 마이오세 당시 하이에나의 일종인 plioviverrops라고 나와 있다. 이와는 달리 쾨플리(Koepfli)의 2005년도 분석에 의하면 하이에나와 땅늑대의 길이 갈라진 것은 약 1060만년 전이다. 이로 볼 때, 땅늑대가 당시에도 이미 강한 이빨을 가진 하이에나의 조상에게서 떨어져 나와 맹수들 사이에서는 별로 흔하지 않은 생태적 지위를 차지하게 되었다고 생각할 수 있다.
한편 남아프리카의 스와트크랜스(Swartkrans)에서 약 150만년 전의 화석으로 발견된 Proteles transvaalensis는 현재 땅늑대의 조상 중 하나이다. Proteles transvaalensis는 지금의 후손보다 덩치가 우람했고 어금니도 더 컸다. 이와는 달리 역시 남아프리카에서 발견된 약 100만여년 전의 땅늑대 조상은 현재 존재하는 땅늑대와 분간하기가 어렵다.

## 참고 문헌
- Kay E. Holekamp und Joseph M. Kolowski: Family Hyaenidae (Hyenas). In: Don E. Wilson , Russell A. Mittermeier (발행자): Handbook of the Mammals of the World. Volume 1: Carnivores. Lynx Edicions, 2009, ISBN 978-84-96553-49-1, p. 234–261.
- C. E. Koehler & P. R. K. Richardson: Proteles cristatus. In: Mammalian Species 363 (1990), S. 1–6. PDF
- Ronald M. Nowak: Walker's Mammals of the World. Johns Hopkins University Press, 1999 ISBN 0-8018-5789-9